# Onze-Lieve-Vrouwkapel (Buizingen)
Deze kapel ter ere van Onze-Lieve-Vrouw bevindt zich in Buizingen, een deelgemeente van Halle. De kapel is gelegen op de kruising van de landelijke wegen Krabos en Kroondallaan en ligt op de grens van Buizingen met Beersel.
De grenskapel uit het begin van 20e eeuw bevindt zich op een eeuwenoude perceelsgrens. De bakstenen kapel bezit een topkruis en heeft een nis met een hekje waarin een Mariabeeld staat.